# Vincentius Schmuck

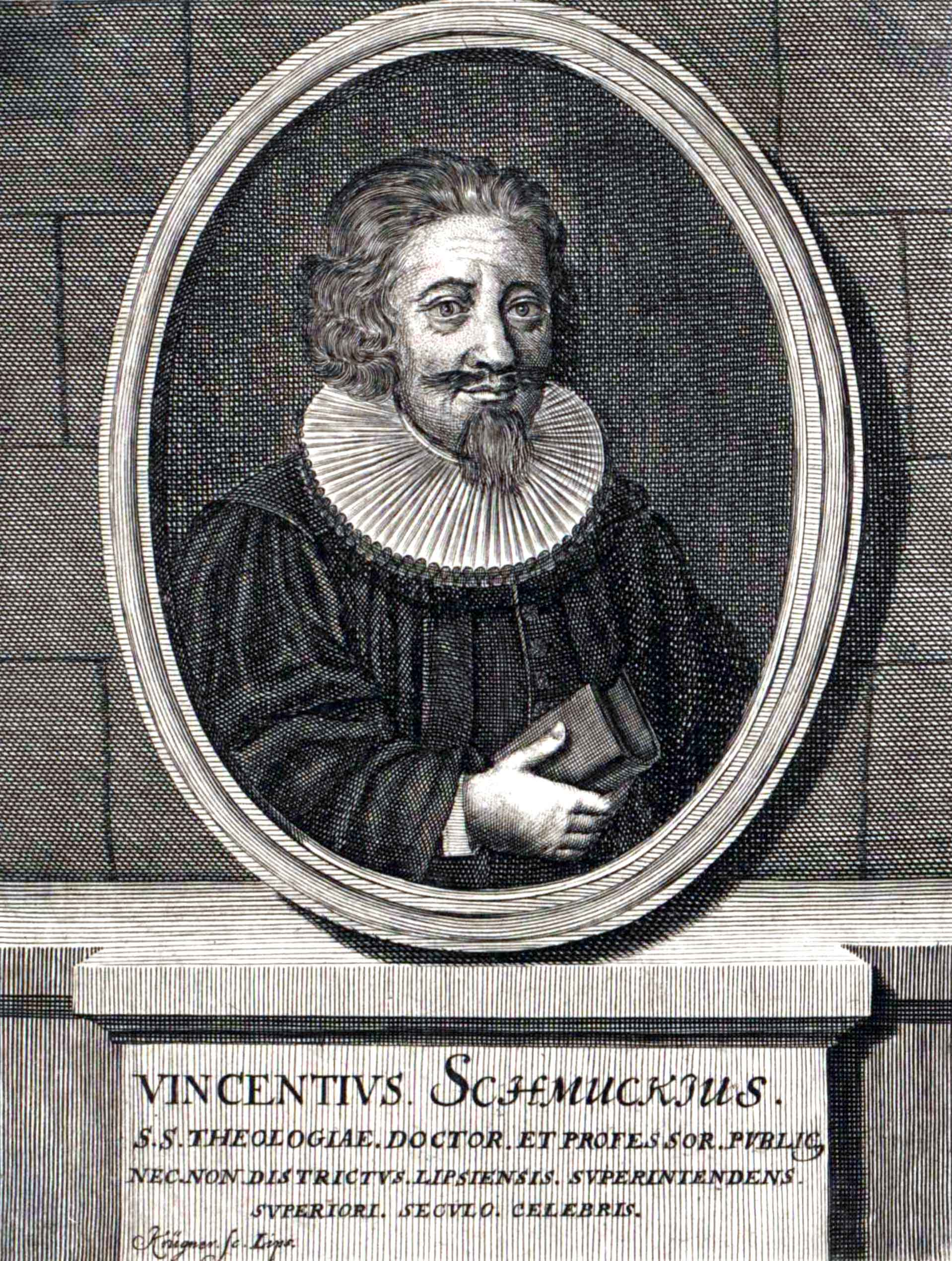
Vincentius Schmuck

Vincentius Schmuck (* 17. Oktober 1565 in Schmalkalden; † 1. Februar 1628 in Leipzig) war ein deutscher lutherischer Theologe und Kirchenlieddichter.

## Leben
Vincentius wurde als Sohn des Schmalkaldener Buchdruckers und Ratsherren Michael Schmuck (* 1535 in Suhl; † 6. Oktober 1606 in Schmalkalden) und dessen erster Frau Agnes Müller († 14. November 1567 in Schmalkalden), die Tochter des Ratsherren in Schmalkalden Nicolaus Müller, geboren. Er besuchte zunächst die Schule seiner Heimatstadt und wechselte am 6. Oktober 1579 auf die fürstlich Hennebergische Landesschule in Schleusingen. Ab dem 7. August 1585 studierte er an der Universität Leipzig, wurde dort am 11. Juli 1586 Baccalaurus und am 25. Januar 1588 Magister der Philosophie. Nachdem er im selben Jahr noch Kurator des Kollegiums Paulini geworden war, berief ihn 1589 der Leipziger Rat als Lehrer an die Nikolaischule, wo er ab 1591 die Stelle eines Konrektors übernahm.
Schmuck beteiligte sich nebenbei auch am Vorlesungsbetrieb der Leipziger Hochschule und hielt private und öffentliche Diskussionsveranstaltungen ab; so wurde er am 11. März 1592 Adjunkt der philosophischen Fakultät. Er wendete sich theologischen Studien zu. Nach kurzer Predigertätigkeit in Torgau ab 1592 wurde er am 19. Februar 1593 zum Diakon an der Leipziger Nikolaikirche gewählt, stieg am 12. Mai 1594 zum Archidiakon auf und erlebte in diesem Amt manche Auseinandersetzung mit dem Leipziger Rat. Denn er wurde im Februar 1600 nach einer Ratswahlpredigt von seinen Ämtern suspendiert und unter Hausarrest gestellt. 1601 wurde er jedoch wieder in seine Ämter eingesetzt.
1602 absolvierte er den Baccalaurusgrad der Theologie, wurde am 7. Juli 1604 vierter Professor der Theologie sowie Hauptpastor an der Nikolaikirche und Mitglied im Leipziger Konsistorium. Am 11. Oktober 1605 erwarb er das Lizentiat der Theologie, wurde im selben Jahr Konsistorialassessor und promovierte am 23. Oktober 1606 zum Doktor der Theologie. Am 7. August 1607 stieg er in die dritte theologische Professur auf, damit verbunden Kollegiat am Großen Fürstenkollegium und Domherr in Zeitz. 1611. Am 9. März 1614 wechselte er auf die zweite theologische Professur, wurde damit Decemvir der Leipziger Hochschule und Kanoniker in Meißen. Sein letzter Aufstieg zur ersten theologischen Professur erfolgte am 30. Juni 1617. Schmuck, der bereits 1615 die Propstei der alten drei Dorfschaften verwaltet hatte, übernahm am 25. August 1617 die Leipziger Superintendentur.
Schmuck war im Wintersemester 1620 Rektor der Universität und zudem in den Jahren 1608 (Som.-Sem.), 1612 (Wint.-Sem.), 1614 (Som.-Sem.), 1616 (Wint.-Sem.), 1620 (Som.-Sem.), 1623 (Wint.-Sem.) und 1626 (Som.-Sem.) Dekan der theologischen Fakultät.
Er starb am ersten Februar 1628 an Entkräftung und wurde am 6. Februar in der Leipziger Nikolaikirche begraben. Er ist neben seinen theologischen Arbeiten auch als Kirchenlieddichter in Erscheinung getreten.

## Familie
Schmuck heiratete 3. September 1593 in Leipzig Catharina Reiband, die Tochter des Leipziger Bürgers und Waagenschreibers Christoph Reiband. Der Ehe entsprangen sieben Söhne und vier Töchter. Zwei Söhne und zwei Töchter überlebten den Vater. Bekannt von den Kindern sind:
- Vincentius Schmuck der Jüngere († 1628), 1616 Magister der Philosophie, 2. Mai 1622 Lizentiat jur., 23. Januar 1623 Dr. jur., Assessor der juristischen Fakultät, Professor der V.S. und Pandekten. Verheiratet mit Charitas, der Tochter des Professors und Dr. jur. Bartholomäus Gölnitz (1557–1635)
- Martin Schmuck († 1640) war Lizentiat der Medizin
- Michael Schmuck († 1624)
- Christian (Christoph) Schmuck (1598–1630)

## Werke (Auswahl)
- Bibelbüchlin. Deutsche Monosticha auff alle und jegliche Capitel aller Bücher heiliger Schrifft/ Altes und || Newes Testaments. Darneben die vornemsten Sprüche aus jeglichem Buch. … Zu ende mit einem sonderlichen Register/ dar=||innen die Sprüche vnd fürnemste Historien || vnter jhre Locos gezogen werden. Leipzig 1600 (Online), Leipzig 1603 (Online), Leipzig 1610 (Online), Leipzig 1631 (Online), Königsberg 1653 (Online)
- Vier Osterpredigten: Die Erste/ Von der ersten Erscheinung Christi/ Johan. 20. Die andere/ Uber die Epistel am Ostertage/ 1. Cor. 5. Die dritte/ Aus dem schönen spruch Hiob/ cap. 19. Die vierde/ Uber das Euangelium am Osterdienstag/ Lucae am 24. Leipzig 1601 (Online)
- Sechs Pfingstpredigten: Deren drey Uber die Historiam der sendung des heiligen Geistes/ Actorum am 2. capitel. Und die letztern drey Vom Schafstall Christi/ uber das Euangelium am dritten Pfingsttag/ Joh. am 10. Leipzig 1601 (Online)
- Leichpredigt. Bey dem Begrebnis des Erbarn Kunstreichen Johan Rauschers, gewesenen Bürgers und Mahlers in Leipzig. Welcher den 1. Septembris dieses 1601. Jahrs, früh gegen ein uhr in der Nacht, in Gott selig verschieden, und des anderen tags Christlich allda zur Erden bestattet worden. Leipzig, 1601, (Online)[1]
- Leichpredigt/ Bey dem Begrebnis des Ehrsamen Alten Matthes Schubarten, Bürgers unnd Schusters in Leipzig. Welcher im 97. Jahr seines Alters, den 26. Septembris, Anno 1601. in Gott verschieden, und den 28. desselben, Christlich zur Erden bestattet worden. Leipzig, 1610, (Online)[2]
- New Jars Predigt: Christliche und notwendige vermanung zu warer Buß und Gottesfurcht/ … Geschehen Zum eingang des 1602. Jahrs. Leipzig 1602 (Online)
- De Coena Domini, Primo Visitationis Saxonicae Articulo Theses. Leipzig 1605 (Online)
- Historia Noae. Außlegung des sechsten, siebenden, achten, neunden, zehenden und eilfften Capites im ersten Buch Mose. Darinne die Historia der Sündflut und untergangs der ersten Welt, auch widerumb der anfang der anderen Welt, vermehrung, ausbreitung und zertheilung der Völker und Sprachen, und die thesa Sems biß auff Abraham beschrieben wird. Leipzig 1605 (Online)
- Historia Abrae. Außlegung des zwölfften/ dreyzehenden/ vierzehenden/ funffzehenden/ sechzehenden/ und siebenzehenden Capitels im ersten Buch Mose; Darinnen der Beruff des Patriarchen Abrams/ und die göttliche ihm gethane verheissungen … biß in das neun und neuntzigste jahr seines alters/ da er die Beschneidung empfehet/ und Abraham genennet wird/ beschrieben werden. Leipzig 1606 (Online)
- Leichenpredigt Beym Begrebnis der Erbarn und Tugendsamen Frawen Margaretae, Des … Herrn Andres Heils/ Bürgers und Buchführers in Leipzig/ hinterlassenen Witwen/ als der Mutter/ welche den 29. Aprilis, Anno 1606 in Gott selig entschlaffen. Leipzig 1610 (Online)[3]
- Beym Begräbnüs des Erbarn und Wolgelahrten Gesellen Johannis Weinrichs, s. Th. Studiosi, Welcher in des Ehrwürdigen und Hochgelahrten Georgii Weinrichs, d. H. Schrifft Doctoris und Professoris, Superintendenten zu Leipzig Behausung sanfft und selig entschlafen am 3. September Anno 1607 und den 5. hernacher Christlicher weise zur Erden bestattet. Leipzig 1607 (Online)[4]
- Leichpredigt/ Von dem Sabbath Gottes. Beym Begräbniß der Erbarn/ Tugentsamen Frawen/ Martha, Des Erbarn/ Wolgeachten Daniel Weilingers/ Bürgers und Händlers in Leipzig ehelichen Haußfrawen. Welche am 25. Septembris, anno 1607. im Herrn selig entschlaffen/ und folgendes Tages Christlicher weise zur Erden bestattet worden. Leipzig, 1607 (Online)[5]
- Leichpredigt/ Aus der Jungfrawen Sara Gebet/ Tob. 3.: Beym Begräbnis der Erbarn und vieltugentsamen Jungfrawen Anna, Deß weiland Ehrnvhesten unnd wolweisen Herrn Paul Tanners/ Rathsverwandten und Bawmeisters zu Leipzig/ seligen/ nachgelassenen Tochter/ Welche den 4. Septembris, Anno 1607. in Gott selig verschieden/ und den 7. hernach Christlicher weise zur Erden ist bestattet worden. Leipzig 1607 (Online)[6]
- Leichpredigt/ Uber den Spruch Pauli/ 1. Tim. 4. Ube dich selbst an der Gottseligkeit/ etc.: Beym Begräbniß des Ersamen Gottfürchtigen Jungen Gesellen/ Michael Höls/ Welcher den 10. Septembris zu abend in Gott selig verschieden/ und den 13. hernach zur Erden Christlich bestattet worden. Leipzig, 1607 (Online)[7]
- Leichpredigt, Von der lenge und breite menschliches lebens, aus dem 90. Psalm, Bey dem begrägnis des Ehrnvehsten Herrn D. Matthaei Dresseri, Utriusq[ue] linguae & historiarum in Academia Lipsensi Professoris, und Churf. Sächs. bestallten Historici. Welcher den 5. Octobris anno 1607 in Christo selig enschlaffen, und den 7. hernach in Volckreicher versammlung ehrlich zur Erden bestattet worden. Leipzig 1607 (Online)[8]
- Christliche Leichpredigt/ Uber den Spruch/ Gehet ein durch die enge Pforte/ etc. Matth. 7. Beym Begrebniß der Erbarn und Ehrentugentsamen Frawen Margareta, Dess Ehrnvesten/ Hochgelarten Herrn Friderich Trawbots/ beyder Rechten Doctorn/ und weiland Fürstlichen Plawischen und Anhaltischen Cantzlers/ ehelicher Haußfrawen/ Welche den 10. Septembris anno 1607. zu Leipzig in Gott seliglich entschlaffen/ und den 12. hernach Christlicher weise zur Erden bestattet worden. Leipzig 1607 (Online)[9]
- Historia Jacobi. Außlegung des acht und zwantzigsten und folgender Capitel biss auff das sieben und dreissigste im ersten Buch Mose; Darinnen Jacobs abfertigung und Reise in Mesopotamiam … biß auff die zeit da Joseph verkaufft worden/ beschrieben wird. Leipzig 1608 (Online)
- Kurtzes bedencken Vber dem newen Hessischen Catechismo, Confession, vnd genandten verbesserungs Puncten: An einen Erbarn Rath vnd Bürgerschafft auch gantze Christliche Gemein der Stadt Schmalkalden, seines geliebten Vaterlandes. Leipzig 1609 (Online)
- Vom Zustand der Seligen nach diesem Leben, aus dem 20. Cap.. S. Lucae. Bey dem Begräbnis Des Ehrwirdigen Wolgelahrten Herrn Andreae Bawermans, Diaconi der Kirchen zu S. Nicolaus in Leipzig. Am XVIII. Sonntag nach Trinitatis, welcher war der 15. Oktober Anno 1609 gehalten. Leipzig, 1609, (Online)[10]
- Leichpredigt/ Uber den Spruch Pauli Coloss. 3./ Suchet was droben ist etc./ Beym Begräbniß der Erbarn und Tugendsamen Frawen Susanna, Des Ernvehsten und Weisen Herrn Ge-/deon Hanemanns/ Bürgers und des Raths/ zu Leipzig/ Ehelichen Haußfrawen/ Welche am Tage Matthaei des Apostels und/ Evangelisten/ als den 21. Septembris Anno 1609, in Gott/ selig entschlaffen/ und Sontags hernach zur Erden Christlich bestattet worden. Leipzig, 1609 (Online)[11]
- Leichpredigt/ Uber den Text Esaiae am 26. Deine Todten werden leben etc. Beym Begräbnis Des Ehrnvesten Wolgelahrten Jungen Geselln Christian Gräfen von Hall/ der Rechten Studiosi, Welcher Mitwochens nach Judica den 5. Aprilis dieses 1609. Jahrs/ zu Leipzig in Christo selig entschlaffen/ und Freytags hernach in die Pauler Kirche … bestattet worden. Leipzig, 1609 (Online)[12]
- Leichpredigt: Aus dem 12. Cap. S. Lucae/ Bey dem Begrebnis des Erbarn unnd fürnehmen Herren Johann Pfotenhawers/ Bürgers und Handelsmans in Leipzig/ Welcher am 11. Octobris/ Anno 1610. von Gott aus diesem Jammerthal plötzlich abgefordert/ und den 14. hernach Christlicher weise zur Erden bestattet worden. Leipzig, 1610, (Online)[13]
- Leichpredigt/ Vom wege und mitteln zur seligkeit.: Beym begrebniß des Erbarn Namhafften Marcus Höhlen/ alten Bürgers und Schusters in Leipzig. Welcher den 27. Martii des 1611. jahrs in Gott selig verschieden/ und den 31. desselben/ war der Sontag Quasimodogeniti, Christlich zur Erden bestattet worden. Leipzig 1611 (Online)[14]
- Kurtze Leichpredigt Uber den Spruch Christi Matth. 7. Es werden nicht alle, etc.: Beym Begrebnis der Tugentsamen Frawen Catharina/ des Ersamen Namhafften Zacharias Nevens Garkochs zu Leipzig ehelicher Hausfrawen/ Am 17. Julii Anno 1611. Gehalten. Leipzig 1611 (Online)[15]
- Leichpredigt/ Von der Sterbenszeit/ Eccles. 3. Beym Begräbniß der Erbarn Tugendsamen Frawen Margareta, Des Erbarn und Wolgeachten Hansen Werchawens/ Bürgers und Handelsmans in Leipzig/ gewesener Ehelichen Haußfrawen: Welche den 20. Augusti anno 1611. in Gott selig verschieden/ und den 22. desselben Christlich zur Erden bestattet worden. Leipzig, 1611 (Online)[16]
- Assertio: Wiederholtes Bedencken Uber dem newen Hessischen Catechismo, Confession, und genanten Verbesserungs Puncten; Mit ferner notdürfftiger außführung der streitigen Artickel/ Zur rettung des hiebevor in Druck gegebenen Bedenckens an die Schmalkalder etc. Leipzig 1611 (Online)
- Leichpredigt/ Aus dem Spruch des 25. Psalms/ Schlecht und Recht etc./ Beym Begräbnüs des Erbarn und wolgeachteten Andreas Schilters/ Bürgers und Kürschners in Leipzig: Welcher am Charfreitag des 1612. Jahrs in Gott selig enschlaffen/ und den Osterdienstag hernach/ als den 14. Aprilis/ Christlich zur Erden besstattet worden. Leipzig, 1612, (Online)[17]
- Leichpredigt/ Aus dem 10. Cap. des Buchs Tobiä/ Beym Begräbnis des Ed-/len und Ehrenvhesten/ Peter Tencken von Thoren aus Preussen/ Welcher studierens halben außgeschickt/ zu Leipzig im durchreisen/den 8.Februarij 1612, in Christo entschlaffen/ und den 12 dessen in der Paulinerkirche daselbst zu Erden bestattet worden. Leipzig, 1612 (Online)[18]
- Leichpredigt/ Aus dem spruch Apoc. 2 Sey getrew etc./ Bey ansehnlicher Christlicher/ bestattung des weiland Ehrnvesten/ Achtbarn und Wolgelarten Herrn/ M. Johannis/ Neldelii,/ Organi und Ethices Professoris, auch des grossen Fürsten Collegij Col-/legiati bey der Universitet Leipzig. Welcher den 12. Februar anno 1612. in/ Gott selig verschieden/ und den 14. hernach in der Pauliner Kirche begraben worden. Michel Lantzenberger, Leipzig, 1612 (Online)[19]
- Leichpredigt/ Von dem Seewerk unserer Leiber, 1 Cor. 15. Beym Begräbnis des Erbarn und Fürnemen Georg Ameissen, Bürgers und Handelsmans zu Franckfort am Meyn. Welcher den 12. Februarij Anno 1612. zu/Leipzig im durchreisen in Gott selig verschiden/ und den 16. desselben Monats/ am Sonntag Sexagesima,/ zur Erden Christlich bestattet/ worden. Leipzig 1612 (Online)[20]
- Christliche Leichpredigt/ Bey dem Christlichen und Volckreichen Leichenbegängnüß der … Elisabethae, Des … Herrn Viti Siebers des Raths und Bawmeisters allhier zu Leipzig geliebten Haußfrawen. Leipzig 1613 (Online)[21]
- Leichpredigt/ Von der Gnade und Warheit/ so durch/ Jesum Christum worden/ Joh. I. / Beym Begräbniß des Erbarn und Namhafften/ Zacharias Nefen/ Bürgers und Garkochs in/ Leipzig. Welcher den 20. Decembris Anno 1614/ in Gott selig entschlaffen/ und den 23. des-/selben Christlich zur Erden be-/stattet worden. Leipzig, 1614 (Online)[22]
- Andere Leichpredigt/ Auß dem Gebett Christi/ Johan. 17. Beym Begräbnüß Der Ehrbarn und tugentsamen Frawen Dorothea, Deß weylandt Ehrnvesten und wolgeachteten Wilhelm Walpurgers/ Bürgers und Apoteckers in Leiptzig, seligen, nachgelassener Wittwen. Welche den 5. Augusti, deß 1613. Jahrs in Gott selig verschieden, und den 8. desselben Christlicher Weise bestattet worden. Gera, 1614, (Online)[23]
- Leichpredigt Von der Musica, aus dem 16. Cap. des/ Ersten Buchs der Chronica./ Beym Begräbnüß/ des Weylandt/Achtbarn und Wolgelahrten Herrn/ Sethi Calvisij/Dey der Schul zu S. Tho-/mas in Leipzig College und wol-/verdienten Cantoris, auch be-/rühmten Chronologico. Welcher den 24. Novembris Anno 1615/ in Gott selig verschieden/ und den 27. dessel-/ben Christlich zur Erden bestattet worden. Leipzig 1615 (Online)[24]
- Leichpredigt/ Uber das Gleichniß vom Weinstock/ aus dem 128. Psalm: Beym Begräbniß der Erbarn und Ehrntugendsamen Magdalena, Des Ernvesten und Wolweisen Herrn Hartman Schachers/ Bürgers und Handelsmanns/ auch des Raths in Leipzig/ ehelicher Haußfrawen/ Welche den 15. Julii Anno 1615. in Gott selig entschlaffen/ und den 18. desselben, Christlicher Weise zur Erden bestattet. Leipzig 1615 (Online)[25]
- Leichpredigt. Aus dem 11. Capitel Johannis. Beym Begräbniß der Erbarn/ und tugendsamen Frawen Magdalena, Des Ehrnvesten und Wolge-/achteten Matthes Müllers/ Bürgers/ Handelsmans in Leipzig, Ehelicher Haußfrawen. Welche den 23. Octobris anno 1615. in/ Gott selig entschlaffen/ und den 25. desselben zur Erden Christlicher weise bestattet worden. 1615 (Online)[26]
- Leichpredigt/ Aus dem 126. Psalm. Beym Begräbüß des Erbarn Constantini Gölnitzen, Lipsiensis Studiosi. Welcher am 4. Maii des 1615. Jahrs in Gott selig entschlaffen, und den 7. desselben, Nemlich am Sonntag Cantate, Christlicher weise zur Erden bestattet worden. Leipzig, 1615 (Online)[27]
- Theses De Secundo Decalogi Praecepto. Resp. Daniel Hermann. Leipzig 1615 (Online)
- Engels Fest: biblische Text & Sprüche, altes & newes Testaments von den heil. Engeln; mit angehengten Deutschen und Latein. Kirchengesengen zu dem Engelsfest gehörig. Leipzig 1616 (Online)
- Leichpredigt/ uber den Spruch Joh. II./ Ich bin die Aufferstehung/ etc./ Beym begräbnis des Ehrnve-/sten und Wolgeachten Herrn/ Johan Werchawen/ Bürgers und Handelsmans/ in Leipzig./ Welcher den 29. Octob. Anno 1616. in Gott selig entschlaffen/ und den 31. desselben/ Christlicher/ weise zur Erden bestattet worden. Leipzig, 1616 (Online)[28]
- Leichpredigt/ Aus dem 41. Psalm, Wol dem/ der sich/ des Dürfftigen annimpt etc./ Beym Begebnis/ des Er-/barn und fürnemen Herrn/Heinrich von Rüssel/ Bürgers und Handelsmans/ in Leipzig./ Welcher den 9. Februar, Im/ Jahr 1616, in Gott selig entschlaffen/ und den 12. desselben Christlicher weise zur/ Erden bestattet worden. Leipzig, 1616 (Online)[29]
- Christliche Leichpredigt Uber die Historiam vom Tode Aaronis, Num. 20.: Bey Volckreicher ansehnlicher Leichbestattung/ des weiland Ehrwürdigen, Großachtbarn und Hochgelarten Herrn/ Georgii Weinrichs/ der H. Schrifft Doctorn und Professorn, Pfarrern zu S. Thomas und Superintendenten in Leipzig auch des Churf. Sächsischen Consistorii daselbst Assessorn, der Theologischenfacultät, ingleichen der Polnischen und Schlesischen Nation Seniorn, Domherr zu Meissen, und Collegiaten des Collegii B. Virginis zu Leipzig etc. Welcher den 27. Ianuarii des 1617. Jars in Gott selig verschieden/ unnd den 31. desselben Monats Christlicher weise in der Kirche zu S. Thomas daselbst zur Erden bestattet worden. Leipzig 1617 (Online)[30]
- Leichpredigt Aus dem 31. Capitel Jeremiae/ Beym Begräbniß der Erbarn Tugentsamen Frawen Elisabeth, Herrn Jacob Apels/ Bürgers und Buchhändlers in Leipzig/ Ehelicher Haußfrawen. Welche den 9. Aprilis anno 1617. in Gott selig entschlaffen/ und den 11. desselben Christlicher weise zur Erden bestattet worden. Leipzig 1617 (Online)[31]
- De Papa Romano. Quaestio Iubilaea, An sacer ille homo sit Antichristus? Resp. Thomas Weinrich. Leipzig 1617 (Online)
- Leichpredigt/ Aus dem Spruch des 94. Psalms: Ich hatte viel Bekümmerniß/ [et]c.: Beym Begräbnis und Christlicher bestattung Des Erbarn und Ehrengeachten Herrn Johan Beckers/ Bürgers und Handelsmans in Leipzig/ Welcher den 19. Julii Anno 1617. in Gott selig entschlaffen/ und den 21. desselben Christlicher weise zur Erden bestattet worden. Leipzig, 1617 (Online)[32]
- Leichpredigt/ Uber den Spruch S, Pauli Rom 14. Unser keiner lebet/ ihm selber etc./ Bey christlicher Leichbestattung der/ Erbarn und Tugendsamen Jungfrawen Sabinae Ursulae./ Des Ehrenvesten/Hochtachtbarn und Hochgelahrten Herrn Valentin Krappe, beyder Rechten Doctorn, und des Churf. Sächs. Oberhofgerichts zu Leipzig Assessorn, wie auch des/ Churf. Schöppenstuhls daselbst Seniorn, Ehe-/leiblichen Vielgeliebten Tochter. Welche den 22. Julij anno 1617 im Herrn selig entschlaffen/ und den 24. desselben ehrlich zur Erden bestattet worden. Leipzig, 1617[33]
- Leichpredigt/ Uber den Spruch Psal. 27. Harre des Herrn etc. Beym Begräbniß der Tugendsamen Frawen Catharina, Des weiland Ernvesten und Manhafften Ernst Breunen/ Bürgers und im Defension Werck erkornen Fendrichs in Leipzig/ seligen/ nachgelassener Wittwen/ Welche den 30. Julii anno 1617. Jahres in Gott selig entschlaffen/ und den 1. Augusti Christlicher weise zur Erden bestattet worden. Leipzig, 1617 (Online)[34]
- Leichpredigt: Bey dem Begräbnis/ deß Erbarn und Wolgeachten Herrn/ Nicol Nerlichs/ Bürgers/ Buchdruckers/ Buchhändlers und Formschneiders in Leipzig. Welcher am 31. Augusti/ Anno 1612. in Gott selig verschieden/ unnd den 2. Septembris hernach Christlich zur Erden ist bestattet worden. Leipzig, 1617 (Online)[35]
- Leichpredigt/ Uber den Spruch Job am 19. Cap. Ich weiß daß mein Erlöser lebet/ [et]c.: Beym Begräbniß der Erbarn und Tugensamen Frawen Philippina, Des Ehrnvesten und Erbarn Just von Efferns/ Bürgers und Handelsmans in Leipzig/ Ehelicher Haußfrawen/ Welche den 7. Julii des 1617. Jahres in Gott selig entschlaffen/ und den 10. desselben Christlicher weise zur Erden bestattet worden. Leipzig 1617 (Online)[36]
- Leichpredigt,/ Beym Begräbniß der Erbarn und/ Tugendsamen Frawen/ Esther,/ Des Ehrnvesten und Fürnehmen Herrn/ Johann Webers/ Bürgers und Handels-/mans in Leipzig/geliebte Ehelicher/Haußfrawen./ Welche den 4. Augusti dieses 1617. Jahres/ in Gott selig entschlaffen/ und den 7. hernach Christ-/licher weise zur Erden bestattet/ worden. Leipzig, 1617 (Online)[37]
- Drey Jubelfests Predigten: Die Erste/ bey ankündigung deß Christlichen Evangelischen Jubelfests/ uber das Evangelium am 19. Sontag nach Trinitatis. Die Andere/ am ersten Jubelfeststag/ den 31. Octobris/ aus dem zwölfften Capitel Danielis. Und die Dritte/ am andern Jubelfeststage/ den 1. Novembris/ aus dem 14. Cap. der Offenbarung S. Johannis. Leipzig 1618 (Online)
- Christliche Leichpredigt: Bey ansehlicher bestattung des weiland Ehrnvesten, Hochachtbarn und Hochweisen Herrn Johan Peiligks/ des Churf. Sächs. Schöppenstuels zu Leipzig Assessorn, Kirchvaters zu S. Niclas/ und Burger-Meisters daselbst/ Welcher am 30. Novembris des 1617. Jahrs in Gott selig entschlaffen/ und den 4. Decembris Christlicher weise zur Erden bestattet worden. Leipzig 1618 (Online)[38]
- Leichpredigt, Uber den Spruch S. Pauli Rom. 8. Ihr seyd nicht fleischlich, sondern geistlich etc. Bey ansehlichem Begräbniß des weiland Ehrwürdigen, Ehrnvesten, Achtbarn und Hochgelahrten Herrn Michael Wirth, beyder Rechten Doctorn und Professorn, auch Consistorialn zu Leipzig, Churf. Sächs. bestalten AppelationsRaths und Domherrn zu Merseburg etc. Welcher am PfingstMontag, als den 25. Maii Anno 1618. in Gott selig entschlaffen, und Donnerstags hernach, den 28. Mai Christlicher weise zur Erden bestattet worden. Leipzig 1618 (reader.digitale-sammlungen.de)[39]
- LeichPredigt/ Uber den Spruch des 73. Psalms/ Wann ich nur Dich habe/ etc.: Beym Begräbnüß Der Erbarn und Ehrentugendsamen Frawen Catharinen/ Des Ehrnvesten, Fürnehmen und Wolweisen Herrn Wolffgang Lebzelters/ Handelsmans/ auch des Raths und Bawmeisters in Leiptzig/ Ehelichen Haußfrawen. Welche den 9. Maii Anno 1618. früe gegen 2. Uhr im HERRN selig entschlaffen/ und den 12. desselben Christlicher weise zur Erden bestattet worden. Leipzig 1618 (Online)[40]
- Christliche Leichpredigt von dem trewen Samaritaner, Luc. 10, Beym Begräbnuß Deß Erbarn und wolgeachten Herrn Matthias Reichelt, Notarii publici, und eines Ernvesten Hochweisen Raths zu Leipzig gewesenen Ober-StadtVoigts. Welcher den 29. Augusti Anno 1618 in Gott selig entschlaffen, und den 1. Septembris Christlicher weise zur Erden bestattet worden. Leipzig 1618 (Online)[41]
- Leichpredigt Aus dem dritten Capitel des Buchs der Weißheit: Beym begräbnis der Erbarn und Tgentsamen Frawen Agatha, Des weyland Ehrnvesten und Wolgeachten Wolff Pergers/ Bürgers und Handelsmans in Leipzig/ seligen/ nachgelassener Witwe/ Welche den 30. Januarii 1618. in Gott selig entschlaffen/ und folgends den 3 Februarii Christlich zur Erden bestattet worden. Leipzig 1618 (Online)[42]
- Leichpredigt/ Aus dem Spruch Christi Luc. II. Selig sind/ die Gottes Wort hören etc.. Beym Begräbnüß/ deß wey-/land Ehrnvhesten/Achtbarn und/ Wolgelarten Herrn/ M. Heinrici/ Schwalenbergs/ Professoris der H. Sprach bey der Löblichen Universität Leipzig/ Welcher Sontags Oculi, war der 8. Martij Anno 1618 in Gott selig entschlaffen/ und Donnerstags hernach Christlicher weise zur Erden bestattet worden. Leipzig, 1618 (Online)[43]
- Leichpredigt Von zeitlichen absterben des Gerechten/ Sap. 4./ Bey Adelichen Begräbniß des/ Edlen und Ehrvesten Juncker Hansen von Berlepsch. Welcher am 29. Martii Anno 1618. zu/ Leipzig/ dahin er seiner studien halben verschickt/ nach dem gnedigen Willen Gottes in Christo/ selig entschlaffen/ und den 21. Aprilis allda mit Christ-/licher solennitet in der Pauliner Kirchen zur Erden bestattet worden. Leipzig, 1618 (Online)[44]
- Leichpredigt/ Aus dem Spruch des 31. Psalms/ In deine Hände/ etc.: Beym Begräbniß des Ehrenvesten und Wolgelahrten Caspari Hirsenkorns/ Silesii, Medicinae Candidati, Welcher den 21. Augusti Anno 1618. zu Leipzig in Gott selig verschieden/ und den 24. desselben Christlicher Weise zur Erden bestattet worden. Leipzig, 1618 (Online)[45]
- Leichpredigt/ Uber den Spruch Johan. Das Blut Jesu Christi/ etc.: Beym Begräbniß der Erbarn, Ehrentugensamen Frawen Rosina, Des Ehrnvesten und Wolgeachten Herrn Leonhard Schwendendörffers/ Bürgers und Handelßmanns in Leipzig/ Ehelicher Haußfrawen. Welche den 28. Decembris Anno 1618. im Herrn selig entschlaffen/ und den 30. deßselben Christlicher weise zur Erden bestattet worden. Leipzig 1619 (Online)[46]
- Leichpredigt/ Von den Kindern des Liechts/ Eph. 5.: Beym Begräbnis des … Christoff Königs/ Bürgers und Zuckermachers in Leipzig/ Welcher den 16. Augusti Anno 1620. … entschlaffen. Leipzig 1620 ([Online])[47]
- LeichPredigt, Uber den Spruch Psal. 116. Sey nu wieder zu frieden meine Seele, etc. Beym Begräbniß der Erbarn und Ehrentugendsamen Frawen Veronica, Deß weiland Ehrnvesten, Achtbarn und Hochweisen Herrn Leonhart Oelhafens deß Eltern, Churf. Sächs. Schöppen, und Bürgermeisters zu Leipzig, seligen, nachgelassener Witwen. Welche den 8. Augusti deß 1620. Jahres im Herrn seliglich entschlaffen, und den 11. desselben Christlicher weise zur Erden bestattet worden. Leipzig 1620 (Online)[48]
- Leichpredigt: Beym begräbnis der Erbarn und Ehrntugendsamen Frawen Anna/ Des weyland Ehrnvesten/ Achtbarn und Wolgelahrten Herrn M. Johannis Neldelii, berühmten Professoris Philosophiae Aristotelicae zu Leipzig/ seliger/ hinterlassener Witwen/ Welche den 10. Decemb. des 1620. Jahres/ im Herrn selig entschlaffen/ und den 13. desselben/ Christlicher weise zur Erden bestattet worden. Leipzig, 1621 (Online)[49]
- LeichPredigt/ Auß dem Gebet Hiskiae/ Esai. 38. Beym Begräbniß des Achtbarn und Wolgelahrten Herrn M. Davidis Eisentraut/ Not. Publ. und der Philosophischen Facultet Assessoris zu Leipzig: Welcher den 27. Julij des 1621. Jahrs in Gott selig entschlaffen/ und den 30. desselben zur Erden Christlicher weise bestattet worden. Leipzig, 1621 (Online)[50]
- Leichpredigt/ Beym Begräbniß des Ehrwürdigen/ Achtbarn und Wolgelahrten Herrn M. Matthiae Francken/ Bey der Kirchen zu S. Niclaß in Leipzig gewesenen Archi-Diaconi: Welcher den 8. Octobris Anno 1621. im Herrn sanfft und selig entschlaffen/ und den 11. desselben zur Erden Christlich ist bestattet worden Leipzig, 1621 (Online)[51]
- LeichPredigt/ Vom Glauben und Bekentniß zur Seligkeit/ Rom. 10.: Beym Begräbniß der Erbarn/ Tugendsamen Frawen Catharina, Deß weiland Erbarn/ Wolgeachten Christoff Nerlichs/ Buchhändlers in Leipzig/ seligen/ nachgelassener Witwe/ Welche den 3. Novembris deß 1620. Jahrs in Gott selig entschlaffen/ und den 6. desselben Christlicher weise zur Erden bestattet worden. Leipzig, 1621 (Online)[52]
- LeichPredigt Uber die wort S. Pauli/ Ich halte es dafür, daß dieser zeit Leiden etc. Rom. 8.. Beym Begrebniß des weiland Ehrnvesten und Wolweisen Herrn Henning Großen des eltern, fürnemen Büchfürers und Handelßmans in Leipzig. Welcher den 10. Novembris Anno 1621. im Herrn selig entschlaffen/ und den 15. desselben Christlicher weise und bey Volckreicher versammlung zur Erden bestattet worden. Leipzig 1621 (Online)[53]
- Extract Aller Gesetz Mosis/ wie dieselbe in seinen Büchern hin und wider gefunden werden: In gewiesse Capita verfasset/ und dem Biblischen Chronico angehenget. Leipzig 1621 (Online)
- Exaplōses, Hoc est, Evolutio seu explicatio dicti illius memorabilis Matth. 25, 46. Ibunt impij in supplicium aeternum, justi autem in Vitam aeternam. Quod salutare prabet argumentum consider andi Locum geminum, de Vita Aeterna, et Inferno. Resp. M. Mauritio Burchardo (Diak. Döbeln). Leipzig 1621 (Online)
- Biblisch Chronicon, Von der Welt Schöpffung an, biß auff den Todt Johannis des Evangelisten. Nach Ordnung der Väter, Häupter, Könige und Fürsten im Volck Gottes/ auch der jenigen Keyser, durch die vier Monarchien, denen das Jüdische Volck unterworffen gewesen, ordentlich verfasset. Zu sampt einem Anhang und erzehlung aller folgenden Römischer Keyser, und gedenwirdigen Kirchensachen, biß auff jetzige zeit. Leipzig, 1621 (Online)
- De Iuris Et Facti Ignorantia Disputatio Pro Licentia & Doctoralis. Leipzig 1622 (Online)
- De passione Christi. Theses In disputationem publ. Leipzig 1622 (Online)
- Leichpredigt/ Uber den 128. Psalm/ Wol dem/ der den Herrn fürchtet/ [et]c.: Beym begräbnis des weiland Ehrnvesten und Wolweisen Herrn Hartman Schachers/ fürnehmen Bürgers/ Handelsmans und Rathsverwandten zu Leipzig. Welcher den 22. Novemb. des 1622. Jahrs/ im Herrn selig entschlaffen und den 25. desselben zur Erden Christlicher weise bestattet worden. Leipzig, 1622 (Online)[54]
- Leichpredigt/ Aus Davids Gebet/ Psal. 25. Meine Augen sehen stets zu dem Herrn/ [et]c. Beym Begräbnis der Erbarn und Tugendsamen Frawen Euphrosina/ Herrn M. Martini Kramers/ der Schul zu S. Thomas in Leipzig Conrectoris, Ehelicher Haußfrawen/ Welche den 20. Novembris des 1621. Jahrs in Gott selig entschlaffen/ und den 23. desselben zur Erden Christlich bestattet worden. Leipzig 1622 (Online)[55]
- Christliche TrawerPredigt/ Bey Der weiland Durchlauchtigsten/ hochgebornen Fürstin und Frawen/ Sophia, Hertzogin zu Sachsen und Churfürstin/ geborner Marggräfin aus dem Churfürstlichen Stamm zu Brandenburg … Widwen: Nach dero tödlichem … Hintritt/ am tage Ihrer Churf. Gn. Beysetzung zu Freybergk/ als den 28. Januarii des 1623. Jahrs/ zu Leipzig angestelltem Ehrenbegengnis/ In volckreicher Versamlung gehalten. Leipzig 1623[56]
- Leichpredigt/ Uber den 84. Psalm/ Beym Begräbnis des … Christian Weinmans/ Bürgers und Tuchhändlers in Leipzig/ Welcher den 17. Augusti, des 1623. Jahrs in Gott selig entschlaffen/ und den 19. desselben Christlicher weise zur Erden bestattet worden. Leipzig 1623 ([Online])[57]
- Leichpredigt/ Uber den Spruch Psalm 119./ Wo dein Gesetz nicht mein Trost we-/re gewest/ etc./ Beym Begräbnis der der Erbarn/ und Tugendsamen Frawen/ Maria,/ Des Ehrnvesten/Achtbaren und/ Wolgelahrten Herrn/ M. Gregorij Luppen/ in Leipzig/ geliebter Ehe-/lichen Haußfrauwen./ Welche den 29. Aprilis, des 1623 Jahres/ unversehenes Todes/ ihr leben nach Gottes/ willen geendet/ und den 30. desselben/ Christli-/cher weise zur Erden bestattet worden. Leipzig, 1623 (Online)[58]
- Leichpredigt/ Uber die Wort S. Pauli/ Ich weis/ an welchen ich gleube etc. 2. Tim. 1.: Beym Begräbnis des weiland Ehrenvesten/ Achtbarn und Hochgelahrten Herrn Johan Jacob Reiters/ Der Artzney Doctorn, Professorn und Practici in Leipzig/ Welcher den 9. Juni des 1623 Jahrs in/ Gott selig entschlaffen/ und den 12. desselben Christlicher weise zur Erden bestattet worden. Leipzig 1623 (Online)[59]
- Leichpredigt/ Uber den Spruch Psal. 73. Wenn ich nur dich habe etc. Beym Begräbnis des weiland Ehenvesten und Wolgeachten Herrn/ Wolffgang Lebzelters, Handelsmanns in Leipzig. Welcher am 16. Octobris Anno 1622. in Gott selig entschlaffen und den 18. desselben, Christlicher weise zur Erden bestattet worden Leipzig, 1623 (Online)[60]
- Leichpredigt/ Uber den Text S. Pauli/ 1. Thessal. am 4./ Von der Todten aufferstehung./ Beym Begrebnisz der Erbarn Gottesfürchtigen und/ Tugendsamen Frawen/ Catharina,/ Herrn M. Christiani Langen/ Diaconi zu S. Niclas in Leipzig/ ehelicher Haußfrawen/ Welche den 17. Novembris Anno 1624. im Herrn seliglich entschlaffen und den 19. desselben Christlich zur Erden bestattet worden Leipzig, 1624 (Online)[61]
- Leichpredigt/ Aus dem 20. Capitel S. Lucas./ Beym Begräbnis des weiland/Acht-/barn und Wohlgelahrten/ Herrn M. Johannis Hartranfft/ von Greiffenberg/Silesii, Medicinae Baccalaurei, und des kleinen Fürsten Collegii zu Leipzig Collegiaten,/ Welcher den 18. Octobris/ Anno 1624. im Herrn selig entschlafen/und den 20. desselben zur Erden Christlicher weise bestattet worden. Leipzig, 1624, (Online)[62]
- Leichpredigt/ Uber den 27. Psalm: Der Herr ist mein Liecht etc. Beym Begräbnis der Erbarn und Ehrntugendsamen Frawen/Veronica,/ Des Ehrwirdigen/ Achtbarn unnd Hochgelarten Herrn Heinrich Höpffners/ der h. Schrifft Doctoris und Professorn/ etc. bei der Universitet zu Leipzig/ christlichen Hauß-/frawen./ Welche den 17. Februar des 1624. Jahrs in Gott selig entschlafen/ und den 1. Martij/ hernach Christlicher weise zur Erden be-/stattet worden. Leipzig, 1624 (Online)[63]
- Leichpredigt/ Uber das Gebet Simeonis/ Herr, Nu lessestu deinen Diener, etc./ Luc. 2./: Beym Begräbniß des weyland Ehrnvesten, Achtbarn und Hochgelahrten Herrn Thomae Heckelii, beyder Rechten Doctorn, und Practici zu Leipzig. Welcher den 29. Januarii des 1624. Jahrs in Gott selig entschlaffen, und den 1. Februarii darauff Christlicher Weise zur Erden bestattet worden. Leipzig 1624 (Online)[64]
- Leichpredigt uber den Spruch Psal. 51/ Schaffe in mir Gott ein rein Hertz etc./ Beym Begräbniß des Erbarn und Wolgeachten Herrn/ Andreas Finsingers/ Bür-/gers und Handelsmans in Leipzig./ Welcher den 25 Decembris, am heiligen/ Christage/ Anno 1624. in Gott selig verschieden/ und den 28. desselben Christlicher weise zur Er-/den bestattet worden. Leipzig, 1625 (Online)[65]
- Im Regionalteil »Bayern/Thüringen« des Evangelischen Gesangbuchs (Nr. 551) ist das Lied »Herr Christus, treuer Heiland wert« veröffentlicht, eine deutsche Übertragung des lateinischen Hymnus »Rex Christe factor Omnium« von Vincentius Schmuck.